# Hermann Lindemann (Fußballtrainer)
Hermann Lindemann (* 29. Oktober 1910 in Philippsthal; † 23. Juli 2002) war ein deutscher Fußballspieler und -Trainer. Als Spieler von Eintracht Frankfurt hat er 1938 die Meisterschaft in der Gauliga Südwest errungen und anschließend sechs Spiele in der Endrunde um die deutsche Fußballmeisterschaft absolviert. Mit der Studentennationalmannschaft gewann er 1937 und 1939 jeweils die Weltmeisterschaft. Als Trainer erreichte er dreimal mit Alemannia Aachen (1953) und Fortuna Düsseldorf (1957, 1958) den Einzug in das DFB-Pokalfinale.

## Laufbahn als Spieler und Trainer

### Spieler
Der aus dem osthessischen Philippsthal stammende Lindemann sammelte nach den Stationen FSV Frankfurt und VfB Leipzig erstmals 1935/36 als Spieler von Kickers Offenbach Erfahrung in der Gauliga Südwest. Im April 1937 schloss sich der zumeist als Außenläufer oder Mittelläufer agierende Student Eintracht Frankfurt an, um den Platz des Ex-Nationalspielers Hugo Mantel zu übernehmen. In seiner ersten vollen Saison, 1937/38, glückte der Eintracht der Meisterschaftsgewinn in der Gauliga Südwest. Mit Mitspielern wie Hans Stubb, Rudolf Gramlich, Emil Arheilger, Karl Röll, Albert Wirsching, August Möbs und Adam Schmitt zog er in die Endrunde um die deutsche Meisterschaft ein. Lindemann absolvierte alle sechs Gruppenspiele gegen den Hamburger SV, Stettiner Sport-Club und York Boyen Insterburg. Punktgleich – beide Vereine wiesen 10:2 Punkte auf – scheiterte die Eintracht wegen des schlechteren Torverhältnisses am Hamburger SV. Nach Unterbrechungen ab Oktober 1939 bei Germania 94 und der BSG IG Farben gehörte Lindemann wieder ab 1942 Eintracht Frankfurt an und war 1943/44 auch als „Gastspieler“ bei WTSV Schweinfurt am Ball. Bei Matheja wird über diese Zeitphase festgehalten, „um die wachsende Zahl der Einberufungen in die Wehrmacht einigermaßen zu kompensieren, wurden im Sommer 1941 die alten Haudegen Hermann Lindemann (31), Hans Stubb und Theodor Trumpler (beide 34) reaktiviert.“ Infolge großen Spielermangels bildeten die Eintracht und der FSV ab November 1944 eine Kriegssportgemeinschaft (KSG), die am 19. November erstmals in Aktion trat. Das letzte Spiel der vereinigten Bornheimer und Riederwälder Mannschaft fand am 7. Januar 1945 in Eckenheim statt; die KSG siegte 16:0. Lindemann gehörte zu den namentlich bekannten Spielern an diesem Tag.
Nach Ende des Zweiten Weltkrieges gehörte Lindemann auch am 26. August 1945 auf den Sandhöfer Wiesen gegen die SG (Union) Niederrad bei einem 3:3 der ersten Eintracht-Nachkriegsmannschaft an. Als die Eintracht am 4. November 1945 am Debüttag der neuen Oberliga Süd bei Phönix Karlsruhe ein 2:2 erreichte, war Herman Lindemann als Mittelläufer im Einsatz und wurde von Erwin Schädler als rechter Seitenläufer unterstützt. Am Rundenende belegte die Eintracht mit 25:35 Punkten den 11. Rang und der 35-jährige Lindemann hatte 26 Spiele in der Oberliga bestritten. Ab Oktober 1946 beendete Lindemann bei Union Niederrad im Amateurbereich seine Laufbahn als Spieler.

### Trainer
Nach der ersten kurzen Mission im Jahr 1939 bei Fram Reykjavík übte Lindemann ab seinem Engagement bei Viktoria Aschaffenburg (1947/48 in der Oberliga Süd) durchgehend das Traineramt aus. In den zwei Spielzeiten (1949/50, 1950/51) beim FSV Frankfurt belegte er jeweils mit der Mannschaft aus Bornheim den 5. Rang in der damals erstklassigen Oberliga Süd, jeweils vor dem großen Rivalen Eintracht Frankfurt. Dies gelang ihm mit Spielern wie Torhüter Willi Rado, Otto Dehm, Philipp Nold, Werner Niebel, Heinrich Schuchardt, Hans Schwarz und dem überragenden Angreifer Richard Herrmann. Nach den zwei Jahren am Bornheimer Hang führte ihn sein Traineramt in die Oberliga West, er übernahm zur Saison 1951/52 Alemannia Aachen.
Mit Spielern wie Jupp Derwall, Erich Dziwoki, Heinrich Gärtner und Michael Pfeiffer erreichte er auf Anhieb 1951/52 den 3. Platz in der Oberliga West. Als Lindemann mit dem Team vom Tivolistadion im zweiten Jahr, 1952/53, den fünften Rang in der Oberliga West belegte, wurde die Saison aber vom Einzug in das Endspiel um den DFB-Pokal überstrahlt. In seiner dritten und vierten Runde bei Alemannia kam er mit den Gelb-Schwarzen Mannschaft nicht über untere Mittelfeldplätze hinaus und unterschrieb zur Saison 1955/56 beim Meidericher SV einen neuen Trainervertrag.
Lindemann führte die blau-weißen „Zebras“, den Oberligaabsteiger der Runde 1954/55, auf Anhieb mit Spielern wie Heinz Bohnes, Kurt Nolden, Kurt Küppers und Erich Neumann als Vizemeister der 2. Liga West 1955/56 zurück in die Erstklassigkeit der Oberliga. Er stabilisierte den Oberligarückkehrer 1956/57 auf dem 7. Rang und folgte dann dem Ruf aus der Landeshauptstadt; zur Saison 1957/58 übernahm er das Traineramt bei Fortuna Düsseldorf und wurde damit Nachfolger von Kuno Klötzer.
Im ersten Halbjahr seiner Tätigkeit bei der Fortuna zog er nach einem 1:0-Halbfinalerfolg am 24. November 1957 in Hannover gegen den Hamburger SV in das Pokalendspiel am 29. Dezember in Augsburg gegen den FC Bayern München ein. Mit Matthias Mauritz, Erich Juskowiak, Bernhard Steffen, Hans Neuschäfer und den Gramminger-Zwillingen Karl und Martin hatte er Spieler in seinen Reihen, mit denen auch ein Triumph im DFB-Pokal vorstellbar schien. Fortuna ging als Favorit in das Endspiel, aber kurz vor Spielbeginn begann es zu schneien und damit veränderten sich die Vorzeichen zugunsten der Bayern. Auf dem schneebedeckten Feld kamen die Münchner deutlich besser mit dem runden Leder zurecht und profitierten dabei zudem von der Routine ihres Karlsruher Neuzugangs Kurt Sommerlatt, der zuvor zweimal in Folge mit dem KSC Pokalsieger geworden war. Mit einem Tor in der 77. Minute entschieden die Münchner das Finale mit 1:0 für sich und holten den Pokal nach München.
Im westdeutschen Pokal 1958 zog Lindemann mit Düsseldorf durch einen 6:0-Halbfinalerfolg am 7. Juni gegen den FC Schalke 04 wiederum in das Finale ein. Am 27. Juni gewann er mit seiner Mannschaft in Wuppertal das Endspiel mit 4:1 gegen den 1. FC Köln. Nach einem 3:2-Heimerfolg am 19. Oktober in der Oberliga gegen Alemannia Aachen – die Fortuna belegte mit 12:6 Punkten den 2. Rang –, setzte sich Düsseldorf im DFB-Halbfinale am 26. Oktober im Auswärtsspiel mit 2:1 gegen Tasmania 1900 Berlin durch und stand erneut im Endspiel um den DFB-Pokal. Das Finale fand am 16. November in Kasseler Auestadion gegen den VfB Stuttgart statt. Die Generalprobe hatte in der Oberligapunkterunde am 9. November einen 3:1-Heimerfolg gegen RW Essen mit deren Leistungsträgern Fritz Herkenrath, Heinz Wewers, Helmut Rahn und Franz Islacker gebracht. Das Finale wurde zu einem dramatischen Spiel, mit einer Verlängerung und sieben Toren. Die 28.000 Zuschauer kamen auf ihre Kosten. Das Team von Trainer Georg Wurzer, der VfB Stuttgart, setzte sich mit 4:3 nach Verlängerung durch. Fortuna-Coach Lindemann wird im Pokalbuch nach dem Spiel mit folgenden Kommentar zitiert: „Wir hatten den Sieg in der ersten Halbzeit in der Hand. Auch nach dem 2:1 für uns sah es noch gut aus. Aber dann brachen die Verletzungen meiner Elf das Rückgrat, und wir verloren den mannschaftlichen Zusammenhalt.“ Düsseldorfs angeschlagener Nationalspieler Juskowiak hatte nach dem Seitenwechsel nur noch als Statist weitermachen können, und kaum hatten die Düsseldorfer in Unterzahl ihren Rückstand in eine 2:1-Führung umgedreht, war auch noch Kalli Hoffmann, bis dato stärkster Düsseldorfer Akteur, ausgefallen. Die Oberligarunde 1958/59 beendete Lindemann mit Düsseldorf am 22. April 1959 mit einem 5:0-Auswärtserfolg beim Meidericher SV. Punktgleich mit jeweils 39:21 Zählern, erreichte die Fortuna aber lediglich hinter dem 1. FC Köln mit dem schlechteren Torquotienten den undankbaren 3. Rang. Nach 19 Spieltagen war 1959/60 die Amtszeit von Trainer Lindemann bei nur elf Punkten vorzeitig beendet. Die interessante Reise nach Ghana im Sommer 1959 hatte auch eine negative Seite gehabt: „Zu viele Spiele, Verpflichtungen, Luftfeuchtigkeit etc. ließen ein gezieltes Aufbauprogramm nicht zu. Ausschlaggebend für die schlechte Form in der Saison 1959/60 war aus meiner Sicht die als Saisonvorbereitung gedachte Afrikareise“, urteilte Berni Steffen später. Fortuna stieg im Sommer 1960 in die 2. Liga West ab und Lindemann übernahm zur Saison 1960/61 in der Oberliga Nord Eintracht Braunschweig.
Mit den Blau-Gelben erreichte er den 9. Rang, die Arbeitsbeziehung hielt aber nur ein Jahr und Lindemann kehrte in den Westen zurück; ab 1961 machte er für zwei Jahre Station beim VfL Bochum in der 2. Liga West. Mit dem Start der Fußball-Bundesliga 1963/64, war er in der zweitklassigen Fußball-Regionalliga West beim Duisburger SpV tätig. Im zweiten Jahr trainierte er den neuen Fusionsverein Eintracht Duisburg, ehe sich 1965/66 ein Jahr in der Schweiz bei Young Fellows Zürich anschloss. In der Saison 1966/67 erreichte Lindemann mit Spielern wie Ferdinand Heidkamp, Horst Heese, Werner Scholz und Heinz Versteeg in der Regionalliga West mit Hamborn 07 den 5. Rang. Nach Hamborn trainierte er von 1967 bis März 1969 den SV Waldhof Mannheim in der Regionalliga Süd. Die spätere Waldhof-Legende Günter Sebert machte dabei die ersten Schritte seiner langen und erfolgreichen Karriere.
Ab dem 21. März 1969 war Lindemann Bundesligatrainer bei Borussia Dortmund. Mit Oswald Pfau, Helmut Schneider und Interimstrainer Helmut Bracht hatte der Abstiegskampf bei den Schwarz-Gelben bereits drei Trainer verschlissen. Lindemann eröffnete seine Mission am 22. März mit einem 2:1-Heimerfolg gegen Eintracht Braunschweig und erreichte in seinem ersten Auswärtsspiel mit Dortmund ein 2:2 beim VfB Stuttgart. Die zwei folgenden Niederlagen gegen Bayern München (0:1) und Werder Bremen (1:2) warfen die Mannen um Sigfried Held und Lothar Emmerich nicht aus der Bahn, am 16. Mai gelang der zweite Heimsieg gegen Alemannia Aachen. Am 34. Rundenspieltag, den 7. Juni 1969, glückte mit einem 3:0-Heimerfolg gegen Kickers Offenbach der Klassenerhalt. Dortmund belegte mit 30:38 Punkten den rettenden 16. Platz, der 1. FC Nürnberg (29:39 Punkte) und Offenbach mit 28:40 Punkten stiegen aus der Bundesliga ab. Schulze-Marmeling hält dazu fest: „Lindemann, ein gewiefter Taktiker und leidenschaftlicher Kartenspieler, übernahm die Mannschaft in einer ausweglosen Situation, und dass der Klassenerhalt schließlich doch noch gelang, war ganz wesentlich sein Verdienst.“
Lindemann führte die Borussia ohne Emmerich 1969/70 mit 36:32 Punkten auf einen unerwarteten 5. Rang. Die BVB-Vorstandschaft hatte sich aber bereits im Saisonverlauf zu einem Trainerwechsel entschlossen. Lindemann übernahm zur Saison 1970/71 als Nachfolger des glücklosen Willibert Weth den Bundesligaabsteiger Alemannia Aachen in der Regionalliga West, wurde aber nach 17 Spielen entlassen und beendete danach seine Trainerkarriere.

## Stationen als Spieler
- bis April 1932 VfL Philippsthal, FSV Frankfurt
- 1932 bis 1933 VfB Leipzig
- 1933 bis April 1937 Kickers Offenbach
- April 1937 bis Oktober 1939 Eintracht Frankfurt
- Oktober 1939 Germania 94 Frankfurt
- Oktober 1939 bis 1942 BSG IG Farben Frankfurt
- 1942 bis November 1944 Eintracht Frankfurt
- 1943/44 Gastspieler bei WTSV Schweinfurt
- November 1944 bis Januar 1945 KSG FSV/Eintracht
- 1945/46 Eintracht Frankfurt
- Oktober 1946 Union Niederrad

## Stationen als Trainer
- 1939      Fram Reykjavík
- 1946–1948 Viktoria Aschaffenburg
- 1948–1949 Sportfreunde Siegen
- 1949–1951 FSV Frankfurt
- 1951–1955 TSV Alemannia Aachen
- 1955–1957 Meidericher SV (heute: MSV Duisburg)
- 1957–1960 Fortuna Düsseldorf (bis Januar 1960)
- 1960–1961 Eintracht Braunschweig
- 1961–1963 VfL Bochum
- 1963–1964 Duisburger SpV
- 1964–1965 Eintracht Duisburg (ab 1964 Fusionsverein aus Duisburger SpV und TuS Duisburg 48/99)
- 1965–1966 FC Young Fellows Zürich
- 1966–1967 Hamborn 07
- 1967–1969 SV Waldhof Mannheim (bis März 1969)
- 1969–1970 Borussia Dortmund (ab März 1969)
- 1970      TSV Alemannia Aachen (Juli–Dezember)

## Erfolge
Mit Alemannia Aachen (1953) und Fortuna Düsseldorf (1957 und 1958) stand er dreimal mit einer Mannschaft im DFB-Pokalfinale, ohne es jemals zu gewinnen. In der Fußball-Bundesliga war er nur als Trainer von Borussia Dortmund tätig (1970: 5. Platz).